# Леман, Георгий Александрович
Георгий Александрович Леман (род. 27 октября 1937; Москва) — российский художник-живописец. Заслуженный художник России (1996). Народный художник России (2005). Член Московского союза художников и Союза художников России (1976). Секретарь Союза художников России (с 1988). Дипломант Товарищества живописцев Московского союза художников (2002).

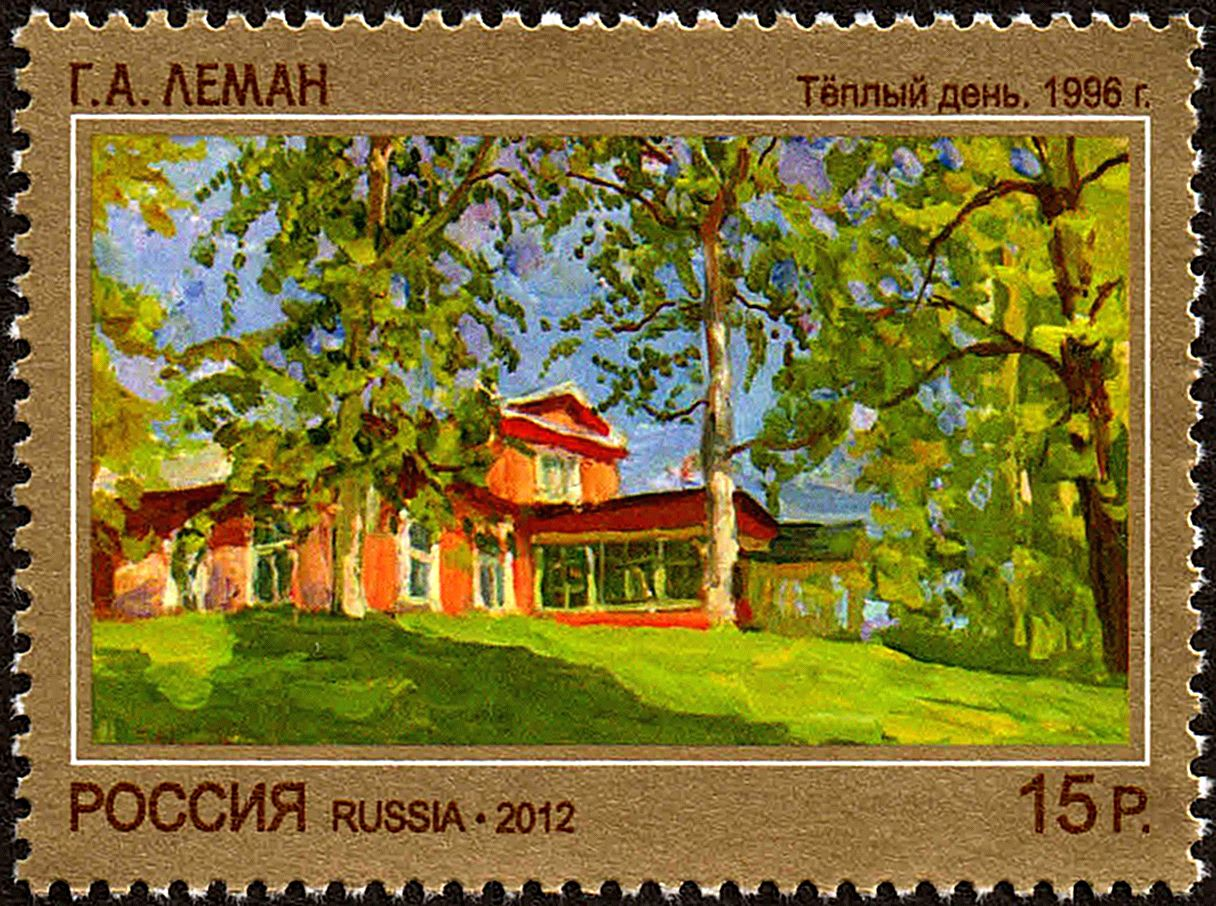
Г. А. Леман. Тёплый день. 1996 г. Почтовая марка России, 2012 г.,

## Биография
Окончил МГАХИ им. В. И. Сурикова по мастерской профессора Б. В. Иогансона в 1966 г.
С 1982 г. участник московских, всероссийских и международных художественных выставок. 

## Творчество
2007 — выставка «Образ Родины»(Москва, ЦДХ). 
2008 — «75 лет МСХ» — юбилейная выставка Московского союза художников (Москва, ЦДХ). 
2008 — «Отечество» — юбилейная Всероссийская художественная выставка (Москва, ЦДХ). 
2009 — «Россия XI» — Всероссийская художественная выставка (Москва, ЦДХ). 
2010 — выставка Московского союза художников «Мир живописи и скульптуры» (Москва, ЦДХ).
Работы хранятся в Ростово-Ярославском архитектурно-художественном музее-заповеднике, Оренбургском музее изобразительных искусств, Острогожском мемориальном музее Крамского (г. Острогожск, Липецкая область), Петропавловск-Камчатском художественном музее, Тюменской картинной галерее, Шушинской картинной галерее, Народной галерее пос. Горькая балка (Ставропольский край), Народной галерее пос. Лев Толстой (Липецкая область), а также за рубежом (во Франции, Канаде, Голландии, Германии, Японии, США и других странах).